# Club Deportivo Oro
El Club Deportivo Oro es un equipo de fútbol que juega en la Tercera División de México, tiene como sede Ciudad Guzmán, Jalisco, México. Es considerado uno de los equipos de más tradición en Jalisco; la franquicia actual se encuentra en el grupo XIV, de la Tercera división. Este equipo era conocido popularmente como Los Mulos. El actual Director Tecnico del Club es Eder Orduña. 

## Historia
La historia del club se remonta al año de 1923, cuando un grupo de joyeros del Barrio de Oblatos se reunieron para buscar crear un equipo capaz de competir con los grandes de Guadalajara en la extinta Liga de Occidente, siendo Albino Ruvalcaba y Felipe Martínez Sandoval los de la iniciativa de fundar el equipo. Fue así entonces, que el Club Oro nació el 5 de enero de 1923.
En aquel entonces la liga tapatía era una de las mejores de México y estaba repleta de talento, por lo que el camino que le esperaba al Oro no era nada fácil. La liga estaba compuesta por los equipos Club Deportivo Guadalajara, Atlas de Guadalajara, Club Nacional de Guadalajara, Club Marte, Club Latino, Club Colón y el Club Oriente. Al Club Oro le llevaría varias temporadas para poder alcanzar el nivel de sus rivales.
Para 1933 participaban 9 equipos en la Liga Jalisco, por lo que se pasó a crear categorías. Se agruparon los nueve equipos en dos categorías: en la "A" competían Atlas, Guadalajara, Latino, Nacional y Marte, mientras que en la "B" jugaban Oro, Colón, Oriente e Imperio. Esto relego al "Oro" a una categoría inferior por cierto tiempo.

### Era profesional
En 1943 inicia la era profesional en México, el Oro se queda a la orilla, para ser invitado al debut de la segunda temporada, la 1944-1945, en la que termina al último sitio de la tabla. El Oro nunca dejaría su lugar en Primera división mexicana hasta su desaparición en 1970, cuando es vendida la franquicia y se le cambió el nombre a "Gallos" de Jalisco.
Para 1956, otra vez León y Oro terminaron el torneo empatados en puntos en el primer sitio; el desempate se jugó y el Oro logró un gol de manera temprana al minuto dos por conducto de Vigo, después empataría el León gracias al argentino Marcos Aurelio al minuto cuarenta, ya antes de finalizar la primera mitad el Oro toma nueva ventaja con un tanto de Chepe Naranjo; pero al reanudar el juego los "Panzas Verdes" o "Esmeraldas" de León logran imponerse 4-2, con gol de Marcos Aurelio y dos más de Mateo de la Tijera. La alineación del Oro en ese día fue la siguiente: Raúl Córdoba; Narciso “Chicho” López, Ramón “Cepillo” Soto y Jesús “Tejón” García; Sabino “Sabú” Morales y Evelio Alpizar; Luis “Negro” Vázquez, José “Chepe” Naranjo, Walter Meneses, José Vigo y Rafael Valek.

### Su único título de la Primera División: 1962
Lograría el título solo en una ocasión, y fue en el torneo de 1962 cuando el húngaro Arpad Fekete llevó al equipo a triunfar sobre las Chivas del Guadalajara.
En la temporada 1962-1963, el Oro ganó el campeonato sobre el Guadalajara y con ello rompería una racha de 4 campeonatos consecutivos que llevaba el rebaño, logro por el cual se le había dado el mote de "Campeonísimo". Al llegar la última fecha del certamen, el Club Oro estaba tan solo a un punto del Guadalajara. En el último encuentro, coincidentemente, estos 2 equipos tenían que enfrentarse entre sí, a las Chivas les bastaba el empate para coronarse una vez más y lograr su sexto título en Primera división mexicana.
La mañana del 20 de diciembre de 1962 se celebró el partido en el Estadio Jalisco, que tenía relativamente poco de haberse construido. El partido finalizó en su primer tiempo empatado 0-0, fue en el segundo tiempo, aproximadamente al minuto 71, cuando el brasileño "Necco" del Oro puso adelante a los mulos 1-0. La reacción del contrario no se hizo esperar, pero fueron frenados una y otra vez por el gran arquero leyenda del Oro, el "Piolín" Mota. Ya casi sobre el final del partido, "El Tubo" Gómez legendario arquero del Guadalajara, dejó sola su portería, para ir a rematar un tiro de esquina en busca de ese gol que le faltaba, logró rematar pero "El Piolín" Mota se agigantó, para apenas sacar del ángulo y desviar al poste el balón, así finalizó el partido. Con esto el equipo logró ganar el primero y único título del Oro en la era profesional.
Alineación: Antonio "Piolín" Mota; Germán "Tamal" Ascencio, Adhemar Barsellos y Víctor Chavira; Rogelio González Navarro y Felipe el "Pipis" Ruvalcaba; Jorge "Tepo" Rodríguez, Amaury Epaminondas, Manoel Tabares "Neco", Nicola Gravina, Ramón Quezada y José Luis "Zurdo" Pérez.

### 1969: Evita el descenso ganando a los Jabatos de Nuevo León
En 1969, el Oro queda en último lugar de la tabla general, empatado con Jabatos de Nuevo León, por lo que se jugaron dos partidos de desempate que terminaron sin ganador, por lo que se necesitó un tercer partido, que resultó con tintes dramáticos, y se resolvió con un cabezazo de Bernardino Brambila (Q. E. P. D.) casi al final del encuentro, a pase del brasileño Nicola Gravina venciendo al portero Jesús Mendoza con lo que llegó la salvación para el Oro. Irónicamente este portero años después defendería la portería de los Gallos de Jalisco, equipo con que se conocería posteriormente al Oro.

### Salvado del descenso por aumento de equipos
Una vez más se salvaría del descenso al terminar último en el torneo "México 70", ya que había que disputarse un desempate contra el Laguna, pero por disposición de la FMF el número de participantes de la Liga aumenta a 18 por lo que el Oro se quedaba en Primera y regresaban el Puebla, vencedor de una promoción con el Nacional de Guadalajara, y el Zacatepec, campeón de la 2.ª división.

### Descenso y desaparición
El torneo México 70 sería el último en primera división para el Oro ya que a partir de 1970 pasó a llamarse Club Jalisco. El cual descendió a segunda división en la temporada 1979-1980 cuando perdió con el Unión de Curtidores. En 1984 el Jalisco logró llegar a la final de ascenso, sin embargo perdió ante el Zacatepec y no volvería a primera.
Durante los años 1995 al 1998 el Arq. Rodríguez con el apoyo del Sindicato de Cañeros de Jalisco logró formar un equipo que participó dignamente en la Segunda División con el nombre de Oro-Jalisco. En el año 1996 casi logra el ascenso a 1.ª A, siendo campeones los Cachorros de la Universidad de Guadalajara.
En el año 2004, un intento por recuperar la tradición del Oro llevó a formar el equipo Oro CD, que competiría en al Segunda división mexicana, pero que después pasaría a desaparecer. Jorge Vergara siendo propietario del Club Deportivo Guadalajara adquirió las instalaciones del Club Jalisco (antes Oro) y su equipo de fútbol, convirtiéndolo en Chivas San Rafael.

### Liga de Nuevos Talentos de la Segunda División
Para la segunda mitad del año 2008 la Segunda división mexicana se divide en dos ligas la Liga Premier y la Liga de Nuevos Talentos, Ariel Villalobos Domínguez decide adquirir una franquicia para enrolarla en la Liga de Nuevos Talentos y convertirse en su presidente.
Hijo de Sergio Villalobos el exjugador del Oro, Ariel Villalobos Domínguez decide re-fundar la institución por el amor y tradición que existe en su familia por los colores áureos. La franquicia comprada para jugar en la Segunda División fue la del Club Deportivo Autlán que participaba en la zona Occidente cuando la Segunda División era una sola liga.
La familia Villalobos Domínguez, adquirió los derechos del Club Deportivo Oro, creó la Organización Oro-Jalisco y de esta manera pudo regresar a las canchas en segunda División Profesional en agosto de 2008, teniendo como campo las instalaciones de La Primavera y temporadas después regresaría al Estadio Jalisco. Esta franquicia continuó hasta el año 2013 cuando desapareció. 
En 2008 se creó una filial en la Tercera división mexicana la cual lleva el nombre de Mulos del Club Deportivo Oro, esta continuó con la historia del Oro tras el final del equipo de Nuevos Talentos y es el representante actual del club.

## Estadio
El Club Deportivo Oro contó con varios estadios, el más recordado de ellos fue el Parque de Oblatos, fundado el 20 de julio de 1930, sería todo un emblema para la ciudad de Guadalajara en aquellas primeras décadas de fútbol en la región.
Oblatos, se convirtió en el corazón del balompié tapatío, hasta la edificación del Estadio Jalisco, en 1960, estadio donde el Oro se desempeñaría como local hasta 1970 cuando abandona la Primera División Mexicana.
El Parque Oblatos, también llamado Parque "Oro" estaba ubicado en las calles Gigantes y la Calle 30 de la ciudad de Guadalajara. Si bien algunos le llaman "Oblatos", otros "Oro"; el nombre oficial del estadio fue "Parque Felipe Martínez Sandoval".
Hay que resaltar que el Club Oro aun pertenece a la Asociación Civil de Clubes Unidos de Jalisco, por lo que es socio y dueño de parte de las acciones del Estadio Jalisco.
En el año 2025, el Club Deportivo Oro se mudó al Estadio Municipal Agustín Flores Contreras de Puerto Vallarta para sus juegos como local. Desde su regreso en 2008, el equipo ha tenido diversos campos: Club Deportivo La Primavera; el Estadio Municipal de Ocotlán; Estadio Jalisco; Colegio Once México; Unidad Deportiva Ángel "El Zapopan" Romero; Club Hacienda del Real; Unidad Deportiva Revolución Mexicana de Tonalá; Estadio Municipal Santa Rosa de Ciudad Guzmán y por último su sede actual.

## Jugadores

### Campeones de goleo
- 1964–1965  Alan Arvizu: 40 goles
- 1963–1964  Sergio Villalobos: 16 goles
- 1962–1963  Amaury Epaminondas: 21 goles

### Máximos anotadores
- José "Chepe" Naranjo - 96 goles
- Amaury Epaminondas - 68 goles

## Palmarés

### Era amateur
- Liga Amateur de Jalisco (2): 1939–1940, 1942–1943.

### Era profesional
- Primera División de México
  - Campeón (1): 1962-1963.
  - Subcampeón (5): 1947-1948, 1953-1954, 1955-1956, 1960-1961, 1964-1965.
- Campeón de Campeones
  - Campeón (1): 1962-1963.
- Copa México
  - Subcampeón (1): 1946-1947.

### Torneos amistosos
- Trofeo Oro-La Piedad (1): 1930
- Trofeo serie Latino-Atlas-Oro (1): 1936
- Copa Río Blanco Cuarta Fuerza (1): 1936
- Trofeo Polillas (1): 1938
- Copa Jalisco (1): 1949
- Copa de Oro de Occidente (1): 1958

## Temporadas
| Temporada | División  | Posición                    |
| --------- | --------- | --------------------------- |
| 2015/16   | 5.Tercera | 19.º Grupo X                |
| 2016/17   | 5.Tercera | 4.º Grupo X (Diesiseisavos) |
| 2017/18   | 5.Tercera | 12.º Grupo X                |
| 2018/2019 | 5.Tercera | 10.º Grupo X                |
| 2019/2020 | 5.Tercera | 8.º Grupo X *               |
| 2020/2021 | 5.Tercera | 17.º Grupo X                |
| 2021/2022 | 5.Tercera | 8.º Grupo XII               |

* Torneo suspendido por la pandemia de Covid-19, las posiciones al momento de la suspensión fueron consideradas como las definitivas y oficiales.
| Predecesor: Chivas de Guadalajara | Equipo campeón de la Primera División de México Temporada 1962-63 | Sucesor: Chivas de Guadalajara |

- Datos: Q431971